# Дарья-Шорка
Дарья-Шорка — река в России, протекает в Пермском крае. Устье реки находится в 11 км по левому берегу реки Нож. Длина реки составляет 12 км.
Исток реки на Верхнекамской возвышенности в лесном массиве в 9 км к югу от села Визяй. Исток находится на водоразделе с бассейном реки Иньва. Генеральное направление течения — юг, всё течение проходит по ненаселённому лесу. Верхнее течение проходит по Кудымкарскому району, среднее и нижнее по Сивинскому району. Приток — Малая Дарья-Шорка (левый).

## Данные водного реестра
По данным государственного водного реестра России относится к Камскому бассейновому округу, водохозяйственный участок реки — Кама от города Березники до Камского гидроузла, без реки Косьва (от истока до Широковского гидроузла), Чусовая и Сылва, речной подбассейн реки — бассейны притоков Камы до впадения Белой. Речной бассейн реки — Кама.
Код объекта в государственном водном реестре — 10010100912111100009257.